# بار هاربر (حوزه سرشماری)، مین
بار هاربر (به انگلیسی: Bar Harbor) یک منطقهٔ مسکونی در ایالات متحده آمریکا است که در شهرستان هنکاک، مین واقع شده‌است. بار هاربر ۸٫۲ کیلومتر مربع مساحت و ۲٬۵۵۲ نفر جمعیت دارد و ۱۸٫۲۹ متر بالاتر از سطح دریا واقع شده‌است.